# Aeshna isosceles
Aeshna isosceles es una especie de aguacil o libélula, un odonato anisóptero de la familia Aeshnidae. Se distribuye por el Paleártico: Europa, Oriente Próximo y África.

## Características
Libélula de cuerpo alargado y color pardo rojizo con ojos verdes.